# يوليوس روزنتال وولف
يوليوس روزنتال وولف (بالإنجليزية: Julius Rosenthal Wolf)‏ هو تاجر أعمال فنية أمريكي، ولد في 1929 في سينسيناتي في الولايات المتحدة، وتوفي في 1976 في نيويورك في الولايات المتحدة.